# Tarsomys echinatus
Tarsomys echinatus är en däggdjursart som beskrevs av Guy G. Musser och Heaney 1992. Tarsomys echinatus ingår i släktet Tarsomys och familjen råttdjur. Inga underarter finns listade.
Arten blir med svans 265 till 337 mm lång och svanslängden är 120 till 158 mm. Tarsomys echinatus har 32 till 34 mm långa bakfötter och 17 till 21 mm stora öron. Ovansidan är täckt av kort, grov och taggig päls som har en gråbrun färg. Den gråa pälsen på undersidan innehåller inga taggar. Djurets öron, fötter och svansen är ljusare bruna. Framtassarna är utrustade med ganska kraftiga klor. Några exemplar har en bred vit strimma på undersidan som sträcker sig från bröstet till ljumsken. Antalet spenar hos honor är 6.
Denna gnagare förekommer med två från varandra skilda populationer på ön Mindanao i södra Filippinerna. Arten vistas i lägre delar av bergstrakter mellan 800 och 1100 meter över havet. Habitatet utgörs av olika slags skogar.
På grund av de långa fötterna med kraftiga klor antas att arten har ryggradslösa djur som föda som skrapas fram från lövskiktet eller från det översta jordlagret. Troligen är Tarsomys echinatus nattaktiv.
Omfattande skogsavverkningar i regionen hotar beståndet. I området finns en naturpark men där sker likaså intensivt skogsbruk. IUCN kategoriserar arten globalt som sårbar.